# Spire

L'Spire de Dublín, oficialment denominat Monument de la Llum (en anglès Monument of light, irlandès An Túr Solais), és una llarga escultura d'acer inoxidable situada al carrer O'Connell, un dels carrers més cèntrics de la capital irlandesa. Amb els seus 120 metres d'altura, l'Spire es considera l'escultura més alta del món.

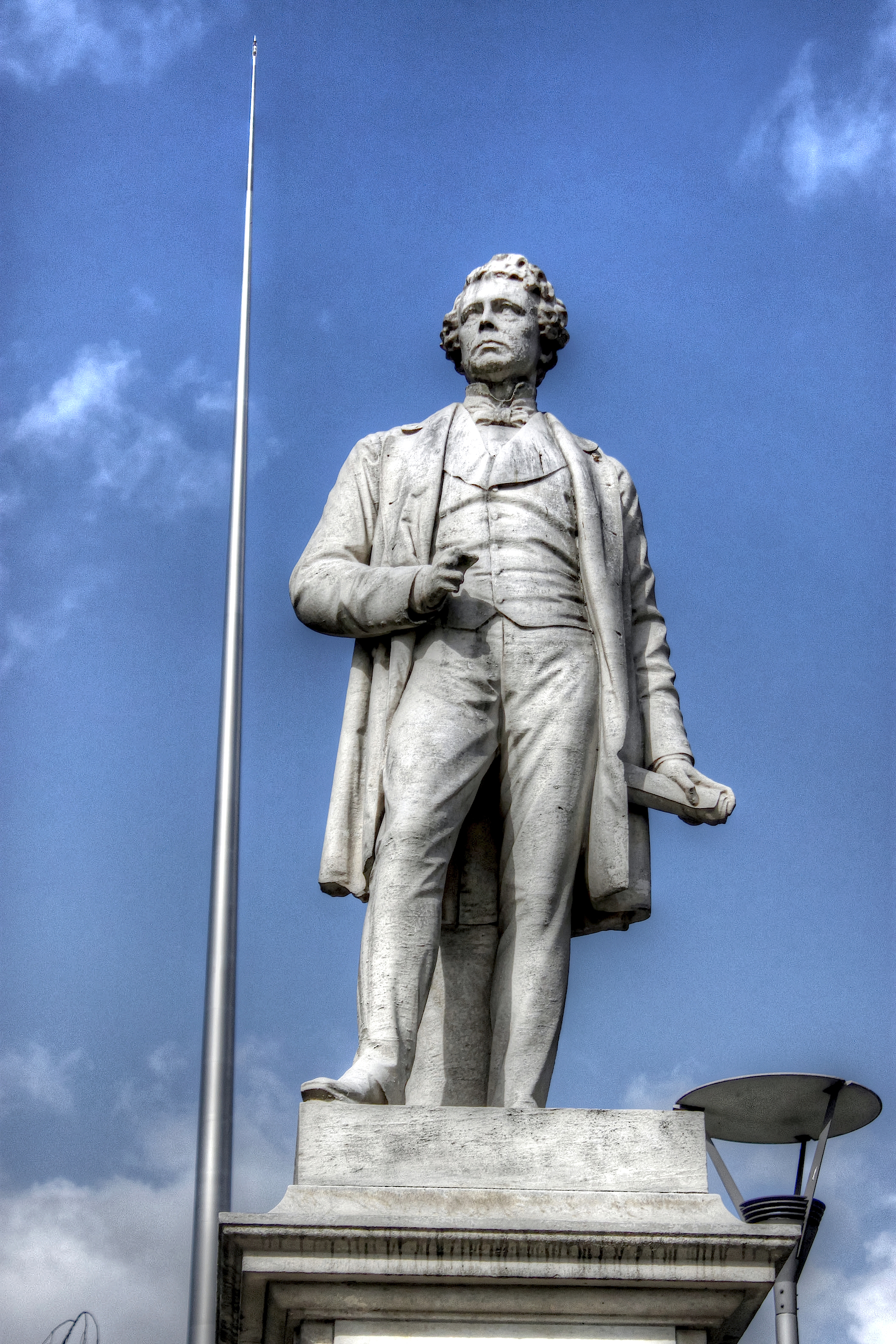
Spire, monument més alt del món

L'obra va ser dissenyada per l'estudi britànic Ian Ritchie Architects. Consisteix en un gran con que té una base té tres metres de diàmetre i que es va estrenyent fins als 15 centímetres a l'extrem superior. El 18 de desembre de 2002 es va posar la primera de les sis seccions que componen el monument, l'última de les quals es va instal·lar el 21 de gener de 2003.
Es va erigir a lloc on abans hi havia la Columna de Nelson, en honor de l'almirall Horatio Nelson que va ser destruïda per una bomba col·locada per l'IRA el 1966. El projecte de l'Spire forma part d'un pla dissenyat el 1999 per a revitalitzar una zona que era en clar declivi des dels anys 70 segle xx.